# Mihai Ghimpu
Mihai Ghimpu (Coloniţa, Moldavia, 19 de noviembre de 1951) es un político y abogado moldavo, presidente del parlamento moldavo desde el 28 de agosto de 2009. Fue nombrado presidente interino de Moldavia el 11 de septiembre de 2009, luego de que Vladimir Voronin renunciara a su cargo como Presidente de Moldavia.

## Infancia
Mihai Ghimpu nació el 19 de noviembre de 1951 en la aldea de Coloniţa, Chisináu, en la RSS de Moldavia. Sus padres fueron Irina Ursu y Toader Ghimpu. Mihai Ghimpu es el hermano menor de Gheorghe Ghimpu, Simion Ghimpu (24 de mayo de 1939), Visarion, y Valentina.
Mihai Ghimpu estudió Derecho en la Universidad Estatal de Moldavia, tras lo cual trabajó como asesor legal de las empresas estatales. En el año 1978-1990 trabajó como abogado, dirigido a los departamentos legales de diversas empresas y se desempeñó como juez en Sectorul Riscani de Chisináu.
| Predecesor: Vladimir Voronin | Presidente de Moldavia 2009 - 2010 | Sucesor: Marian Lupu |

- Datos: Q294473
- Multimedia: Mihai Ghimpu / Q294473